# 脱粒机

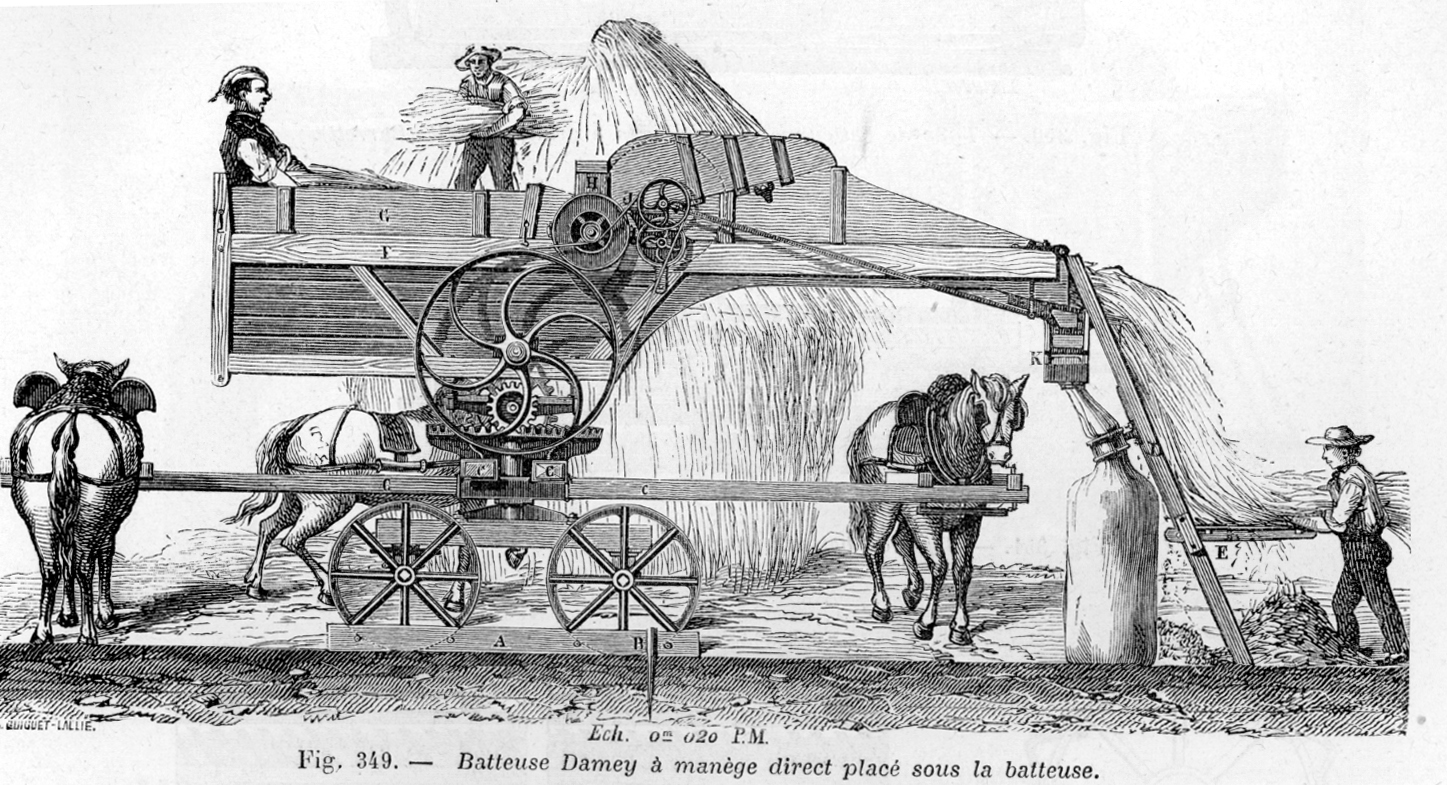
1881年的打稻机

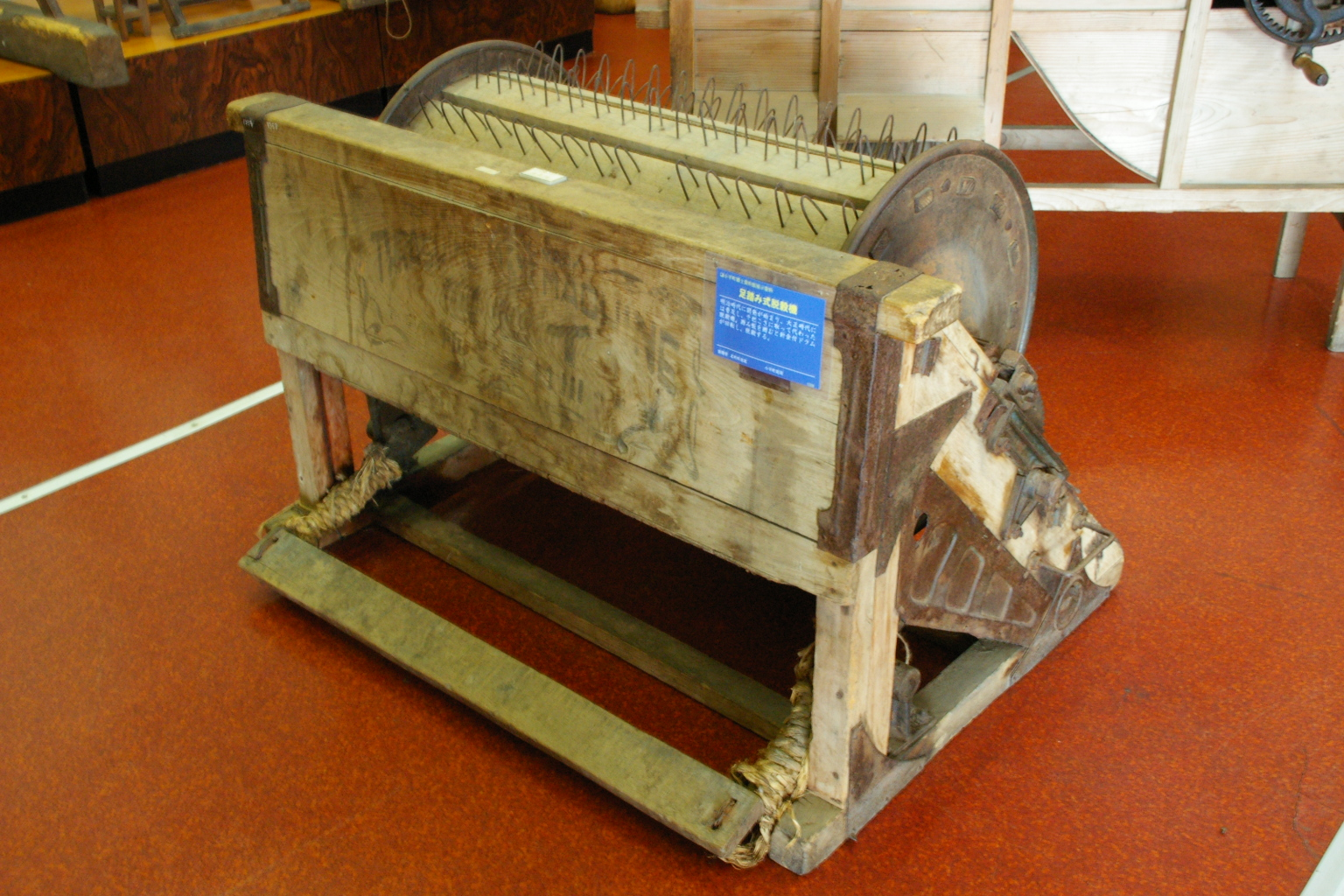
脚踏式脱粒机

脱粒机为收割机械，指能够将农作物籽粒与茎秆分离的机械，主要指粮食作物的收获机械。根据作物的不同，脱粒机种类不同。如“打稻机”适用于水稻脱粒；用于玉米脱粒的称为“玉米脱粒机”等等。
类似的器具有：古早手動擊打穀類，用來給穀物脱粒的農具，叫作「連枷」或「連耞」。

## 打稻机
打稻机 又称“脱谷机”，俗称“打谷机”，为最常见水稻脱粒机械。需要先将水稻收割以后，通过这种机械将水稻谷粒与茎秆分离。还有一种更为原始的，叫做“摔桶”。打稻机分为二类，一类依靠人力驱动，称为 人力打稻机 ，为半机械化工具；将打稻机改为动力驱动，则称为动力打稻机。打稻机的出现大大降低了水稻收割的劳动强度，同时也改善了农业生产力。

## 現代打稻机在中国的使用
“打稻机”在中国大陆出现于1950年代，大量推广于1960年代，改革开放以前主要以“人力打稻机”为主，为当时主要农业生产单位——生产队主要水稻作业农具之一，为水稻机械化工具。
“改革开放”以后打稻机成為农户每个家庭主要必备农具之一。1980年代初期从以“人力打稻机”为主，渐渐发展为以“动力打稻机”为主，基本上通过以改装“人力打稻机”实行动力驱动。早期由于农民购买力低，多为几家农户合作购买一台动力，这种动力主要为165或175单缸柴油发动机，极少使用汽油机。
进入1980年代后期以后，水稻收割基本上普遍使用“动力打稻机”。由于动力打稻机相对笨重，搬动困难，农户在水稻收割季节多户采取合作互助的形式轮流进行水稻收割作业。进入2000年代以后，随着农业机械化水平的提高，水稻收割渐渐被联合收割机取代，由于联合收割机要求地势平坦，大田块作业，因此，山区、丘陵地区的小田块作业必须使用打稻机，长远来看，打稻机仍旧有存在的合理性。